# Магнитно-силовая микроскопия

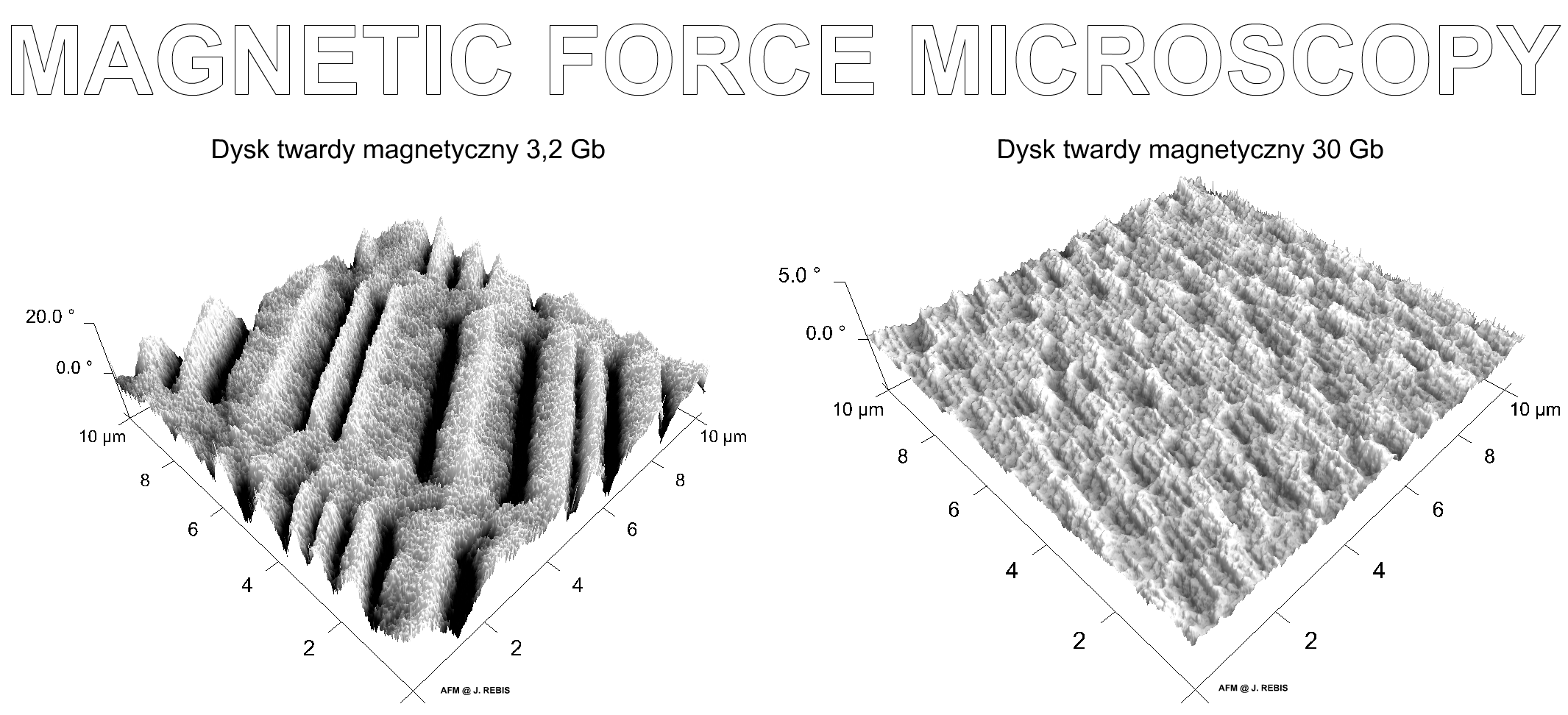
МСМ-изображения поверхностей жёстких дисков компьютеров ёмкостью 3,2 Гб и 30 Гб.

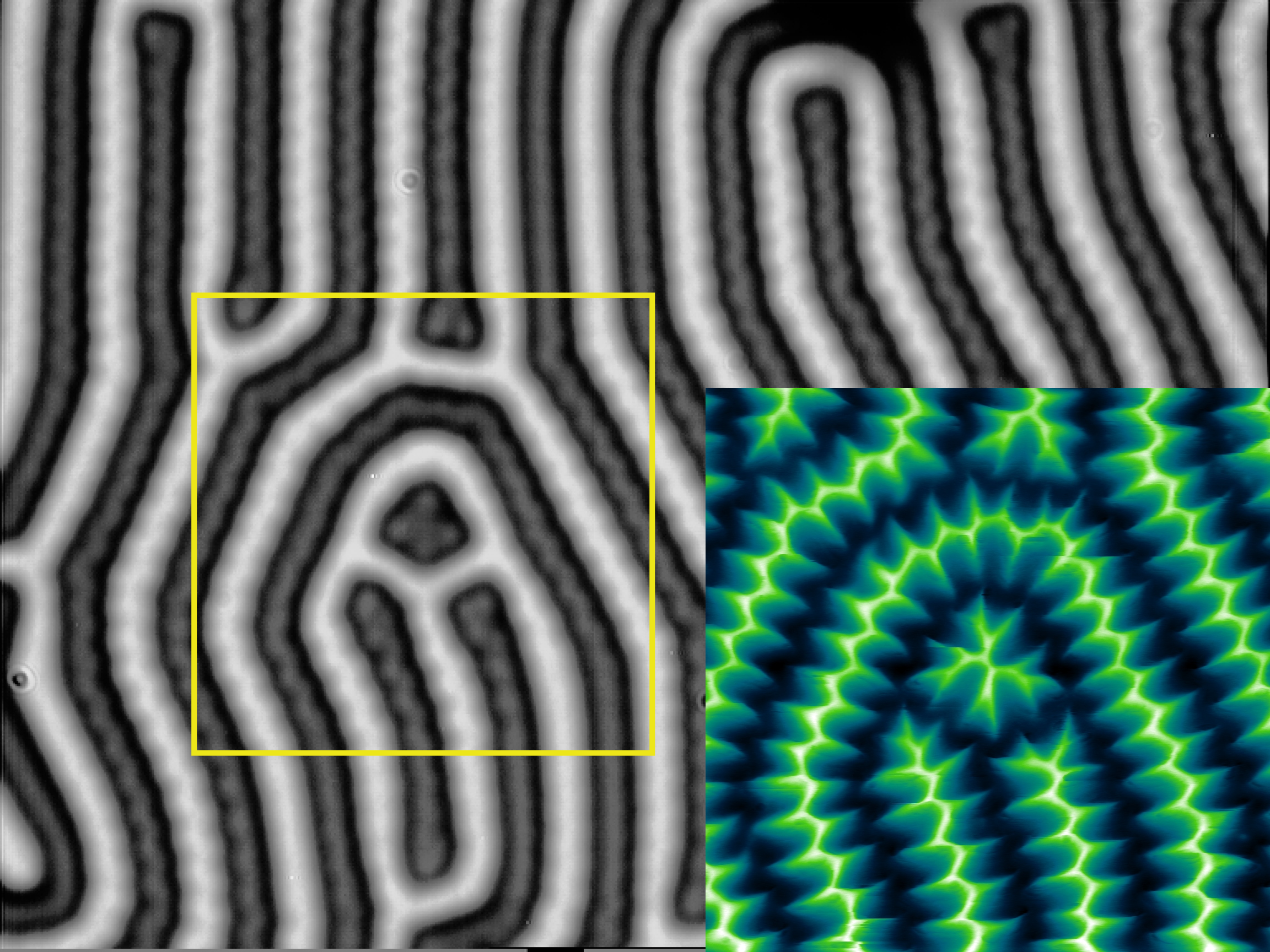
Сравнение изображения с эффектом Фарадея (слева) и МСМ-изображения (врезка, справа внизу) магнитной плёнки.

Магнитно-силовая микроскопия (МСМ) — разновидность атомно-силовой микроскопии, при которой острая намагниченная игла сканирует магнитный образец; магнитные взаимодействия зонд-образец обнаруживаются и используются для восстановления магнитной структуры поверхности образца. С помощью МСМ измеряются многие виды магнитных взаимодействий, в том числе магнитное диполь-дипольное взаимодействие. МСМ-сканирование часто использует бесконтактный режим атомно-силового микроскопа (АФМ).

## Обзор
В измерениях МСМ магнитная сила между образцом и иглой может быть выражена как
{\displaystyle {\vec {F}}=\mu _{o}({\vec {m}}\cdot \nabla ){\vec {H}}\,\!}
где {\displaystyle {\vec {m}}\,\!} — магнитный момент иглы (аппроксимированный точечным диполем), {\displaystyle {\vec {H}}\,\!} — магнитное поле рассеяния от поверхности образца, µ0 — магнитная проницаемость свободного пространства.
Поскольку рассеянное магнитное поле от образца может влиять на магнитное состояние иглы и наоборот, интерпретация результатов МСМ непроста. Например, для количественного анализа необходимо знать геометрию намагниченности зонда.
Типичное разрешение МСМ составляет 30 нм, хотя достижима в отдельных случаях разрешающая способность в диапазоне от 10 до 20 нм.

## Важные даты
Повышению интереса к МСМ способствовали следующие изобретения:
Сканирующий туннельный микроскоп (СТМ) изобретён в 1982 году, где в качестве сигнала используется туннельный ток между иглой и образцом. И зонд, и образец должны быть электропроводными.
Атомно-силовая микроскопия (АСМ) появилась в 1986 году, где силы (атомные/электростатические) между иглой и образцом определяются по отклонениям гибкого кантилевера, игла которого пролетает над образцом на типичном расстоянии в десятки нанометров.
Магнитно-силовая микроскопия (МСМ) изобретена в 1987 году как разновидность АСМ, поскольку магнитные силы между иглой и образцом также можно измерить. Изображение магнитного поля рассеяния получают сканированием намагниченного зонда вдоль поверхности образца в растровой развёртки.

## Компоненты МСМ
Основными компонентами системы МСМ являются:
- Пьезоэлектрическое сканирование
- Перемещает образец в направлениях x, y и z .
- Напряжение подаётся на отдельные электроды для разных направлений. Как правило, потенциал в 1 вольт даеёт от 1 до 10 нм смещения.
- Изображение создаётся путём медленного сканирования поверхности образца в растровом режиме.
- Области сканирования варьируются от нескольких до 200 микрометров.
- Время съёмки варьируется от нескольких минут до 30 минут.
- Константы восстанавливающей силы на кантилевере составляют от 0,01 до 100 Н/м в зависимости от материала кантилевера.
- Намагниченный зонд на одном конце гибкого кантилевера; обычно зонд АСМ с магнитным покрытием.
- В прошлом иглы изготавливались из травленых магнитных металлов, таких как никель.
- В настоящее время наконечники изготавливаются серийно (игла-кантилевер) с использованием комбинации микрообработки и фотолитографии. В результате возможны меньшие иглы и достигается лучшее механическое управление инлой с кантилевером[11][12][13].
- Кантилевер можно изготовить из монокристаллического кремния, диоксида кремния (SiO2) или нитрида кремния (Si3N4). Модули Si3N4 с кантилеверами обычно более долговечны и имеют меньшие силовой константы (k).
- Инлы покрыты тонкой (< 50 нм) магнитной плёнкой (Ni или Co), обычно с высокой коэрцитивной силой, так что магнитное состояние иглы (или намагниченность M) не меняется во время сканирования.
- Модуль зонд-кантилевер приводится в действие близко к резонансной частоте пьезоэлектрическим кристаллом с типичными частотами в диапазоне от 10 кГц до 1 МГц[5].

## Процедура сканирования
Часто МСМ эксплуатируют так называемым методом «высоты подъёма» (англ. lift height). Когда игла сканирует поверхность образца на близких расстояниях (< 10 нм) ощущаются не только магнитные силы, но также атомные и электростатические силы. Метод высоты подъёма помогает улучшить магнитный контраст за счёт следующих факторов:
- Сначала измеряется топографический профиль каждой строки сканирования. То есть игла подносится вплотную к образцу для проведения АСМ-измерений.
- Затем намагниченный наконечник поднимают на высоту от образца.
- На втором проходе извлекается магнитный сигнал[15].

## Режимы работы

### Статический (DC) режим
Поле рассеяния от образца оказывает силу на магнитный зонд. Сила определяется путём измерения смещения кантилевера при отражении от него лазерного луча. Конец кантилевера отклоняется либо в сторону к, либо в сторону от поверхности образца на расстояние Δz = Fz/k (перпендикулярно поверхности).
Статический режим соответствует измерению прогиба кантилевера. Обычно измеряются силы в диапазоне десятков пиконьютонов.

### Динамический (AC) режим
Для небольших прогибов зонд-кантилевера можно смоделировать как затухающий гармонический осциллятор с эффективной массой (m) в [кг], идеальной жёсткостью (k) в [Н/м] и демпфером (D) в [Н·с/м].
Если к кантилеверу приложить внешнюю силу Fz, то игла сместится на величину z. Кроме того, смещение также будет гармонически осуиллировать, но со сдвигом фаз между приложенной силой и смещением, равным
{\displaystyle F_{z}=F_{o}\cos(\omega t),\;z=z_{o}\cos(\omega t+\theta )\,,}
где сдвиги амплитуды и фазы определяются как
{\displaystyle z_{o}={\frac {\frac {F_{o}}{m}}{(\omega _{n}^{2}-\omega ^{2})+({\frac {\omega _{n}\omega }{Q}})^{2}}},\;\theta =\arctan \left[{\frac {\omega _{n}\omega }{Q(\omega _{n}^{2}-\omega ^{2})}}\right]\,.}
Здесь добротность резонанса, резонансная угловая частота и коэффициент демпфирования равны соответственно
{\displaystyle Q=2\pi {\frac {{\frac {1}{2}}kz_{o}^{2}}{\pi Dz_{o}^{2}\omega _{n}}}={\frac {1}{2\delta }},\;\omega _{n}={\sqrt {\frac {k}{m}}},\;\delta ={\frac {D}{2{\sqrt {mk}}}}\,.}
Динамический режим работы относится к измерениям сдвигов резонансной частоты. Кантилевер приводится в движение на его резонансной частоте, и измеряются частотные сдвиги. Предполагая малые амплитуды колебаний (что обычно справедливо при МСМ-измерениях), в первом приближении резонансную частоту можно связать с собственной частотой и градиентом силы. То есть сдвиг резонансной частоты является результатом изменения жёсткости пружины из-за сил (отталкивания и притяжения), действующих на иглу.
{\displaystyle \omega _{r}=\omega _{n}{\sqrt {1-{\frac {1}{k}}{\frac {\partial F_{z}}{\partial z}}}}\approx \omega _{n}\left(1-{\frac {1}{2k}}{\frac {\partial F_{z}}{\partial z}}\right)\,.}
Изменение собственной резонансной частоты определяется выражением
{\displaystyle \Delta f=f_{r}-f_{n}\approx -{\frac {f_{n}}{2k}}{\frac {\partial F_{z}}{\partial z}}\,\!}, где {\displaystyle f={\frac {\omega }{2\pi }}\,.}
Например, система координат такова, что положительное значение z находится вдали от поверхности образца или перпендикулярно ей, так что сила притяжения будет направлена в обратном направлении (F <0), и, таким образом, градиент будет положительным. Следовательно, для сил притяжения резонансная частота кантилевера уменьшается (согласно уравнению). Изображение кодируется таким образом, что силы притяжения обычно изображаются чёрным цветом, а силы отталкивания — белым.

## Формирование изображения

### Расчёт сил, действующих на магнитные зонды
Теоретически магнитостатическая энергия (U) системы зонд-образец может быть рассчитана одним из двух способов. Можно либо вычислить намагниченность (M) зонда при наличии приложенного магнитного поля ({\displaystyle H}) образца или вычислить намагниченность ({\displaystyle M}) образца в присутствии приложенного магнитного поля инлы (в зависимости от того, что проще). Затем интегрируется (точечное) произведение намагниченности и поля рассеяния по объёму взаимодействия ({\displaystyle V}) как
{\displaystyle U=-\mu _{o}\int \limits _{V}{{\vec {M}}\cdot {\vec {H}}\,dV}\,\!}
и вычисляется градиент энергии по расстоянию, чтобы получить силу F. Если предположить, что кантилевер отклоняется вдоль оси z, а зонд намагничивается в определённом направлении (например, по оси z), то уравнения можно упростить до
{\displaystyle F_{i}=\mu _{o}\int \limits _{V}{{\vec {M}}\cdot {\frac {\partial {\vec {H}}}{\partial x_{i}}}\,dV}\,.}
Поскольку игла намагничена в определённом направлении, она будет чувствительна к той составляющей магнитного поля рассеяния образца, которая направлена в том же направлении.

## Примеры изображений
МСМ можно использовать для визуализации различных магнитных структур, в том числе доменных стенок (Блоха и Нееля), замыкающих доменов, записанных магнитных битов. Кроме того, движение доменной границы можно изучать и во внешнем магнитном поле. МСМ-изображения различных материалов можно увидеть в следующих книгах и журнальных публикациях посвящённых темам: тонкие плёнки, наночастицы, нанопроволоки, пермаллоевые диски и магнитные носители информации.

## Преимущества
Популярность MСM обусловлена несколькими причинами, в том числе:
- Образец не обязательно должен быть электропроводящим.
- Измерение можно проводить при температуре окружающей среды, в сверхвысоком вакууме (СВВ), в жидкой среде, при различных температурах и в присутствии переменных внешних магнитных полей.
- Измерение не разрушает кристаллическую решётку или структуру.
- Дальние магнитные взаимодействия не чувствительны к загрязнению поверхности.
- Никакой специальной подготовки поверхности или покрытия не требуется.
- Нанесение на образец тонких немагнитных слоев не меняет результатов.
- Обнаруживаемая напряженность магнитного поля, H, находится в диапазоне 10 А/м.
- Обнаруживаемое магнитное поле B находится в диапазоне 0,1 Гс (10 мкТл).
- Типичные измеренные силы составляют всего 10−14 Н с пространственным разрешением всего 20 нм.
- МСМ можно комбинировать с другими методами сканирования, такими как СТМ.

## Ограничения
Имеются некоторые недостатки или трудности при работе с МСМ, такие как: записываемое изображение зависит от типа зонда и магнитного покрытия из-за его взаимодействия с образцом. Магнитное поле иглы и образца может изменять намагниченность M друг друга, что может приводить к нелинейным взаимодействиям. Это затрудняет интерпретацию изображения. Относительно небольшой диапазон бокового сканирования (порядка сотен микрометров). Высота сканирования (подъёма) влияет на изображение. Корпус системы MСM важен для экранирования электромагнитного шума (клетка Фарадея), акустического шума (антивибрационные столы), воздушного потока (воздушная изоляция) и статического заряда на образце.

## Достижения
Было предпринято несколько попыток преодолеть упомянутые выше ограничения и улучшить пределы разрешающей способности МСМ. Например, ограничения потока воздуха были преодолены МСМ, работающими в вакууме. Эффекты зонд-образец были поняты и решены с помощью нескольких подходов. Возможно использовать зонд с антиферромагнитно связанными магнитными слоями, пытаясь создать диполь только на кончике иглы.